# Palais de Chaillot

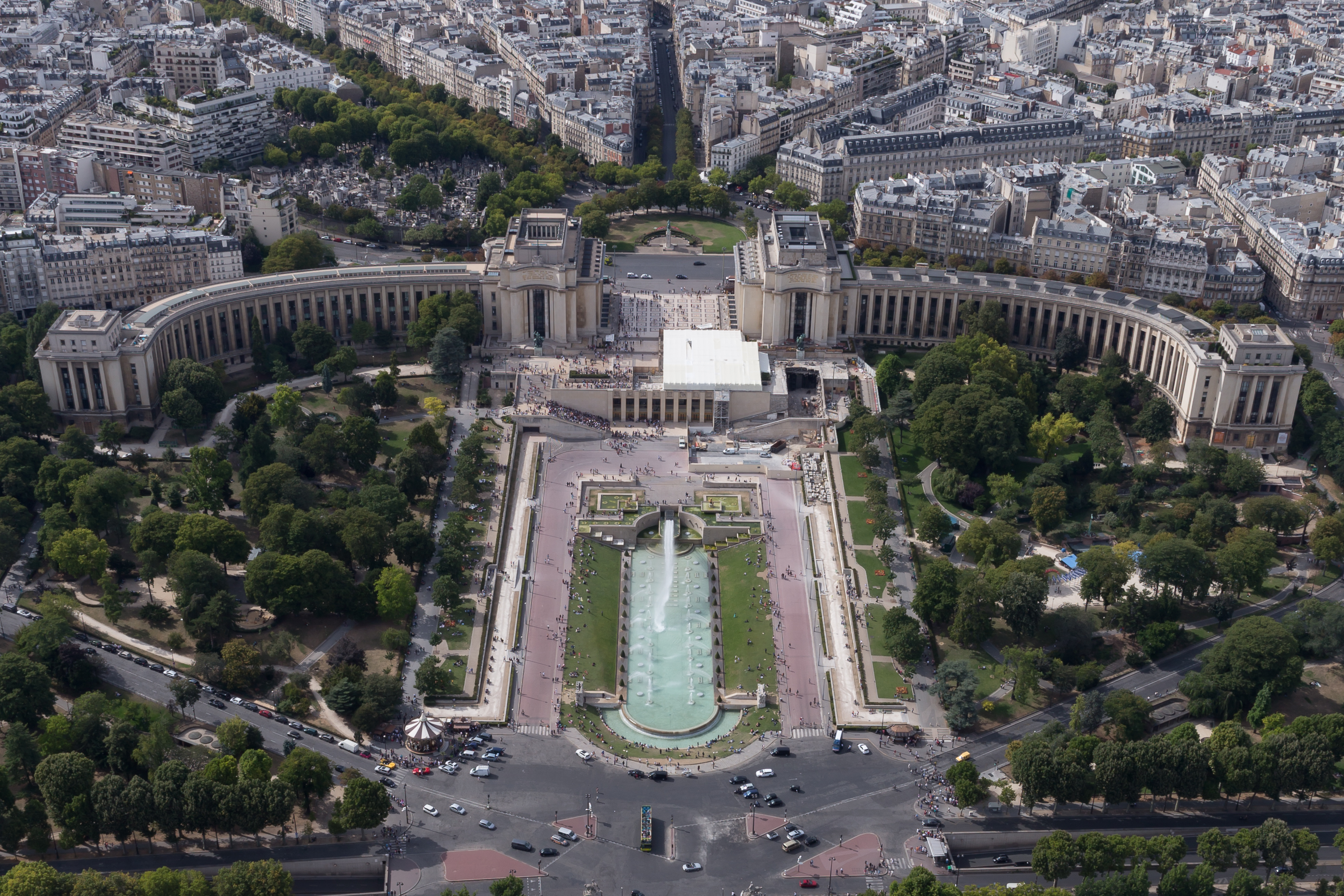
Palác Chaillot s fontánou v zahradách Trocadéra z Eiffelovy věže

Palais de Chaillot (Palác Chaillot) je stavba, která se nachází na návrší Chaillot v Paříži v 16. obvodu na náměstí Place du Trocadéro-et-du-11-Novembre. Palác byl postaven jako výstavní pavilon pro světovou výstavu roku 1937 namísto bývalého Palais du Trocadéro.
Dnes zde sídlí muzea, divadlo a další kulturní instituce. Valné shromáždění OSN zde 10. prosince 1948 přijalo Všeobecnou deklaraci lidských práv. Z terasy je dobrý výhled na Eiffelovu věž.
Mezi historické památky byl palác zařazen 24. prosince 1980.

## Předchůdci Palais de Chaillot
Na vrcholku Chaillot se od roku 1651 nacházel klášter Navštívení Panny Marie, který byl zbořen během Francouzské revoluce. Na uvolněném prostranství se během 19. století plánovalo postavit několik staveb.

### Palác římského krále

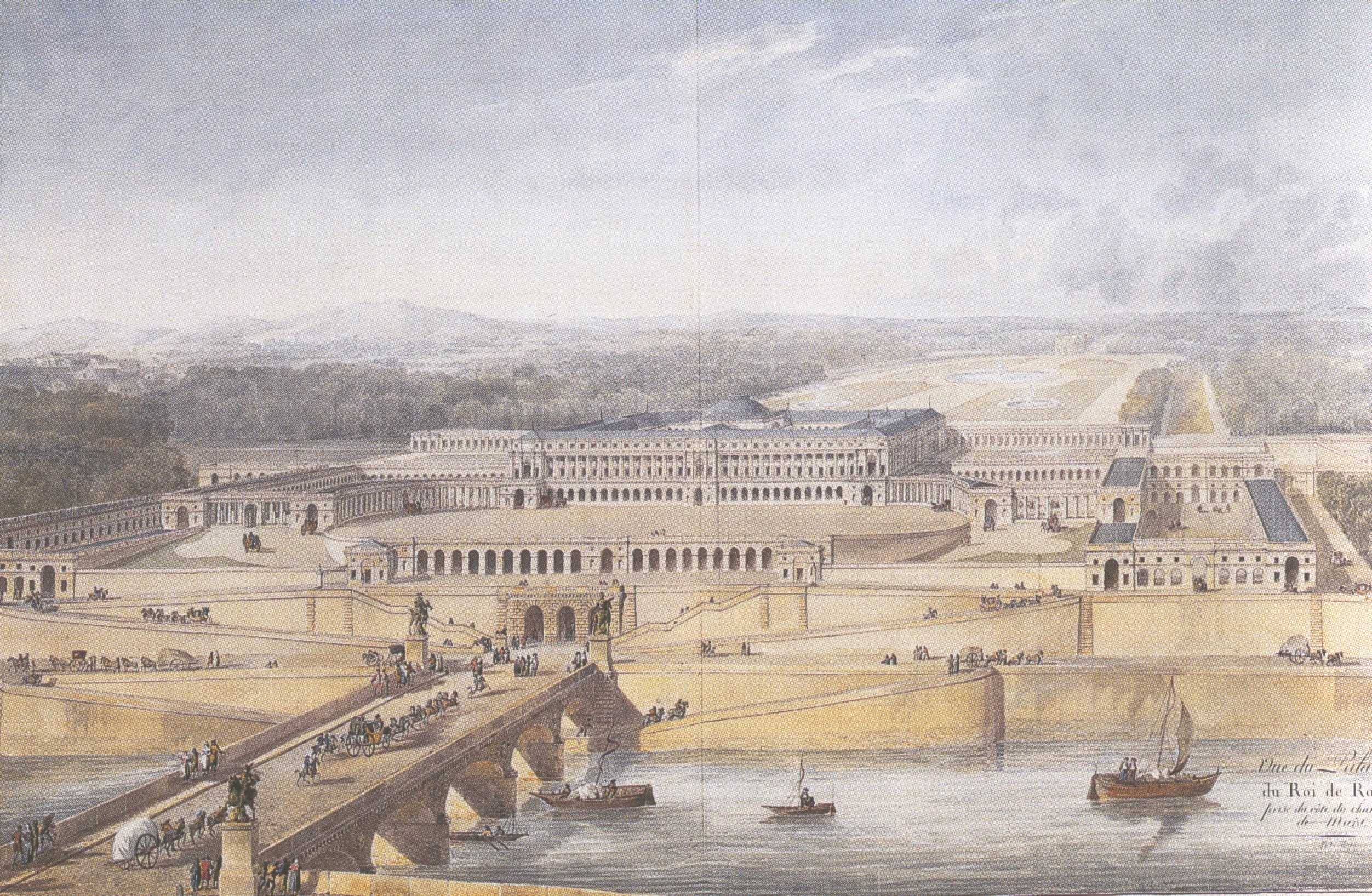
Palác římského krále

Palác římského krále (Palais du Roi de Rome) nechal navrhnout císař Napoleon I. pro svého syna. Měl zde vzniknout rozsáhlý komplex správních a vojenských budov. V únoru 1811 se Napoleon rozhodl postavit tuto budovu, tedy krátce před narozením svého syna. Realizací stavby byli pověřeni architekti Charles Percier a Pierre-François-Léonard Fontaine. K výstavbě nakonec nedošlo kvůli pádu Napoleona.

### Villa Trocadéro
Villa Trocadéro byl zamýšlený projekt v roce 1824, jehož autorem byl architekt Antoine Marie Peyre. Jednalo se o stavbu na polokruhovém náměstí. Název Trocadéro byl přijat jako upomínka na vítězství vévody d'Angoulême v bitvě u Trocadera ve Španělsku v roce 1823. Ani tato stavba nebyla uskutečněna. Ujal se pouze její název.

### Hrobka Napoleona I.
V roce 1839 Camille Moret navrhl projekt hrobky Napoleona I. na vrchu Chaillot a v roce 1841 Hector Horeau navrhl na kopci postavit monumentální sochu Napoleona 30 m vysokou. Napoleonův hrob se nakonec nachází v Invalidovně a jeho socha byla vztyčena na vrcholku sloupu Vendôme na stejnojmenném náměstí.

### Další projekty
Sochař Antoine Étex zde navrhl v roce 1848 pomník svobody, v roce 1858 pak navrhoval maják nebo monumentální fontánu uprostřed kruhového náměstí, obklopeném císařským palácem a budovami ministerstev. V roce 1868 Hector Horeau navrhl nový projekt mohutné sochy „Inteligentní Francie osvětluje svět“ (France intelligente éclairant le monde). Ale žádný z těchto návrhů nebyl doveden do konce.

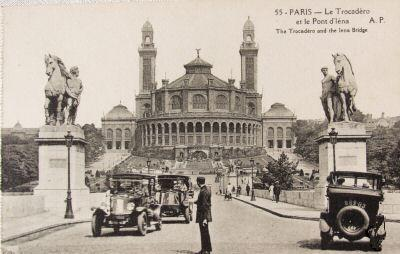
Palais du Trocadéro

### Palais du Trocadéro
Nakonec byl na kopci, jehož vrcholek byl uměle snížen o několik metrů, postaven Palais du Trocadéro jako výstavní pavilon pro světovou výstavu 1878. Jeho architekty byli Gabriel Davioud a Jules Bourdais, které doplnil krajinářský architekt Jean-Charles Alphand.
Při přípravách na světovou výstavu 1937 byla budova stržena a nahrazena současným Palais de Chaillot, který uchoval část struktury a konfigurace ve formě dvou půlkruhových křídel.

## Architektura Paláce Chaillot

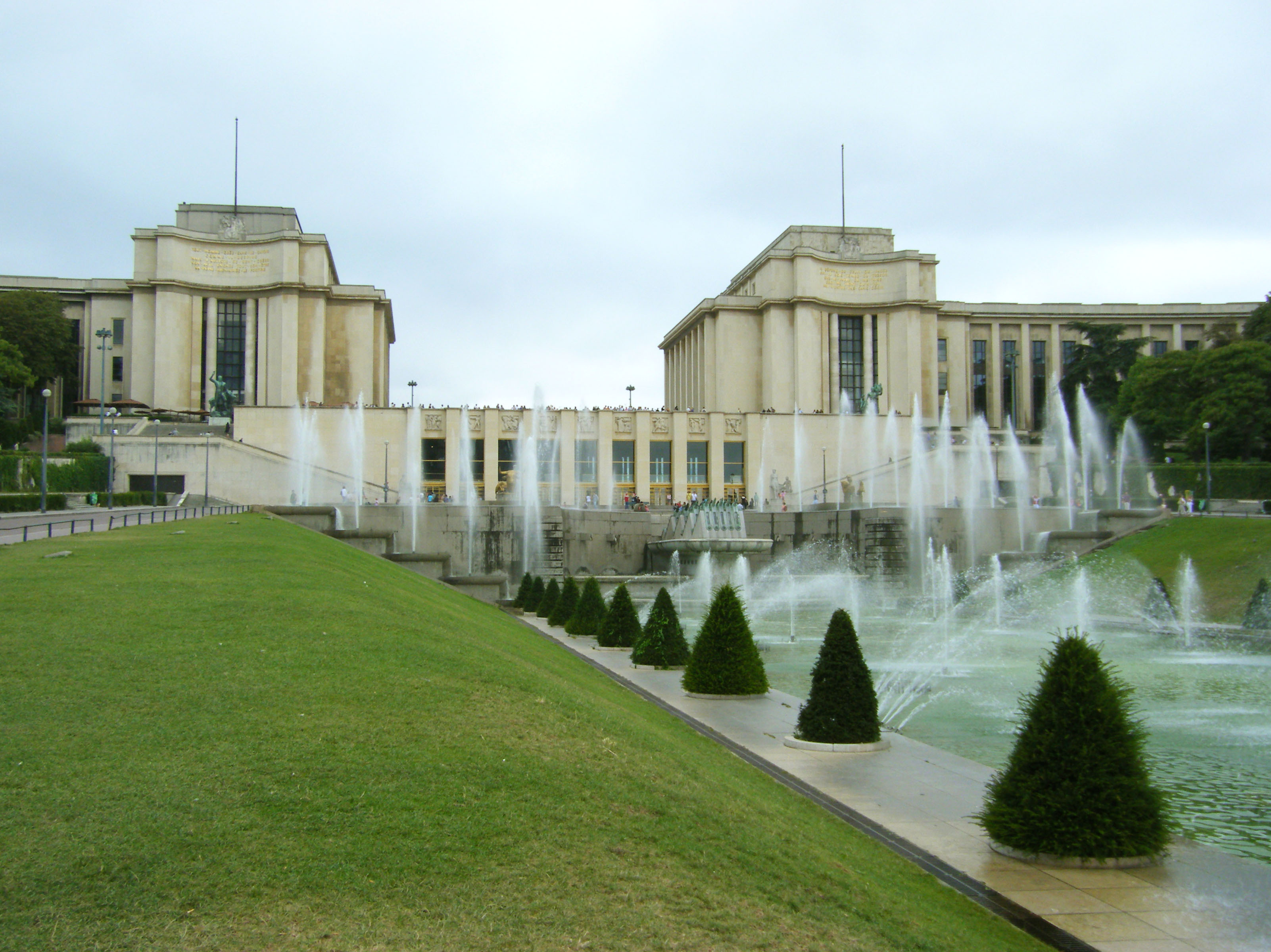
Palais de Chaillot

Autory stavby jsou architekti a držitelé ceny Římské ceny Léon Azéma, Jacques Carlu a Louis-Hippolyte Boileau. Palác se skládá ze dvou zaoblených křídel kolem ústředního prostoru (Parvis des Libertés et des Droits de l'Homme – Náměstí svobody a lidských práv), které jsou otočené směrem k Seině. Mezi dvěma křídly nazvanými „Passy“ (východní) a "Paříž" (západní) se nachází terasa, od níž sestupuje po úbočí park Jardins du Trocadéro, odkud je výhled na Eiffelovu věž a Martovo pole na protějším břehu.
Celá budova je charakteristická bohatou sochařskou výzdobou, na které se podíleli umělci jako Paul Belmondo, Léon-Ernest Drivier nebo Marcel Gimond. Na obou pavilonech jsou monumentální sochy, jejichž autory jsou Raymond Delamarre a Carlo Sarrabezolles. Nápisy na fasádě paláce jsou dílem básníka Paula Valéryho.

## Funkce paláce
V paláci dnes sídlí několik kulturních institucí. Především je to Musée de l'Homme a Musée national de la Marine (v západním křídle), dále divadlo Théâtre national de Chaillot a rovněž Musée des monuments français, které je součástí Cité de l'architecture et du patrimoine. Jeho součástí je též École de Chaillot a Institut français d'architecture (sídlí ve východním křídle). V letech 1963-2005 zde sídlila i Cinémathèque française, která se však přestěhovala do nové budovy v parku Bercy.